# Pierre et Marie Curie (metrostation)
Pierre et Marie Curie (tidligere Pierre Curie) er en station på linje 7 i metronettet i Paris, beliggende i kommunen Ivry-sur-Seine. Stationen blev åbnet 1. maj 1946.
Den er navngivet til ære for Pierre Curie og hans ægtefælle Marie. Den sidstnævntes navn blev tilføjet, da stationen genåbnede for offentligheden den 31. januar 2007, idet ændringen blev officiel den 8 marts 2007 i anledning af kvindernes internationale kampdag. Når der bortses fra navne på helgener, er der kun tre metrostationer, som bærer en kvindes navn, de to andre er Marie-Madeleine de Rochechouart og Louise Michel.

## Trafikforbindelser
- RATP-buslinje 125